# Òpera en texans
Òpera en texans és un programa de Televisió de Catalunya presentat per Ramon Gener en què s'explica i analitza l'òpera d'una manera amena i informal. Cada programa està dedicat a una òpera diferent on s'analitza aquesta i es donen les pautes per poder entendre-la. S'estrenà al canal 33 amb l'òpera Carmen de Georges Bizet el 2 d'octubre de 2011. La tercera temporada va acabar amb una quota mitjana del 2,9%.
El programa va ser guardonat en els premis Zapping 2011 atorgats pel Telespectadors Associats de Catalunya (TAC) en la categoria de millor programa cultural. També va ser nominat el 2012 en els premis ARC en la categoria de millor programa musical. Posteriorment va ser comprat per RTVE (2015) qui en va reeditar uns 30 capítols sota el nom "This Is Opera" i que va emetre al canal temàtic de cultura de la televisió pública espanyola, La 2.

## Programes

### Primera temporada
| Núm. | Títol                   | Autor                   | Emissió original       |
| ---- | ----------------------- | ----------------------- | ---------------------- |
| 1.   | Carmen                  | Georges Bizet           | 2 d'octubre de 2011    |
| 2.   | El trobador             | Giuseppe Verdi          | 9 d'octubre de 2011    |
| 3.   | Parsifal                | Richard Wagner          | 16 d'octubre de 2011   |
| 4.   | Pagliacci               | Ruggero Leoncavallo     | 23 d'octubre de 2011   |
| 5.   | El cavaller de la rosa  | Richard Strauss         | 30 d'octubre de 2011   |
| 6.   | Turandot                | Giacomo Puccini         | 6 de novembre de 2011  |
| 7.   | Els "castrati"          |                         | 13 de novembre de 2011 |
| 8.   | Don Giovanni            | Wolfgang Amadeus Mozart | 20 de novembre de 2011 |
| 9.   | Le Grand Macabre        | György Ligeti           | 27 de novembre de 2011 |
| 10.  | Tosca                   | Giacomo Puccini         | 4 de desembre de 2011  |
| 11.  | El barber de Sevilla    | Gioacchino Rossini      | 11 de desembre de 2011 |
| 12.  | Porgy and Bess          | George Gershwin         | 18 de desembre de 2011 |
| 13.  | 10 hits imprescindibles |                         | 8 de gener de 2012     |

### Segona temporada
| Núm. | Títol                | Autor                   | Emissió original     |
| ---- | -------------------- | ----------------------- | -------------------- |
| 14.  | La dama de piques    | Piotr Ilitx Txaikovski  | 18 de gener de 2012  |
| 15.  | Faust                | Charles Gounod          | 25 de gener de 2012  |
| 16.  | La traviata          | Giuseppe Verdi          | 1 de febrer de 2012  |
| 17.  | Bel canto            |                         | 8 de febrer de 2012  |
| 18.  | Salomé               | Richard Strauss         | 15 de febrer de 2012 |
| 19.  | Madama Butterfly     | Giacomo Puccini         | 22 de febrer de 2012 |
| 20.  | El caçador furtiu    | Carl Maria von Weber    | 29 de febrer de 2012 |
| 21.  | Tristany i Isolda    | Richard Wagner          | 7 de març de 2012    |
| 22.  | Rigoletto            | Giuseppe Verdi          | 14 de març de 2012   |
| 23.  | Les noces de Fígaro  | Wolfgang Amadeus Mozart | 21 de març de 2012   |
| 24.  | Fidelio              | Ludwig van Beethoven    | 28 de març de 2012   |
| 25.  | El cor               |                         | 4 d'abril de 2012    |
| 26.  | ABECEDARI de l'òpera |                         | 11 d'abril de 2012   |

### Tercera temporada
| Núm. | Títol                   | Autor                   | Emissió original    |
| ---- | ----------------------- | ----------------------- | ------------------- |
| 27.  | La Bohème               | Giacomo Puccini         | 8 d'abril de 2013   |
| 28.  | El naixement de l'òpera |                         | 15 d'abril de 2013  |
| 29.  | Pelléas et Mélisande    | Claude Debussy          | 22 d'abril de 2013  |
| 30.  | Lucia di Lammermoor     | Gaetano Donizetti       | 29 d'abril de 2013  |
| 31.  | Wagner i els catalans   |                         | 6 de maig de 2013   |
| 32.  | West Side Story         | Leonard Bernstein       | 13 de maig de 2013  |
| 33.  | Lulu                    | Alban Berg              | 20 de maig de 2013  |
| 34.  | Aida                    | Giuseppe Verdi          | 27 de maig de 2013  |
| 35.  | Compte enrere           |                         | 3 de juny de 2013   |
| 36.  | Andrea Chénier          | Umberto Giordano        | 10 de juny de 2013  |
| 37.  | La flauta màgica        | Wolfgang Amadeus Mozart | 17 de juny de 2013  |
| 38.  | Adriana Lecouvreur      | Francesco Cilea         | 24 de juny de 2013  |
| 39.  | Passió per l'òpera      |                         | 8 de juliol de 2013 |